# Ахсітан III
Ахсітан III (*д/н — 1294) — 29-й ширваншах в 1282—1294 роках.

## Життєпис
Походив з династії Кесранидів. Син ширваншаха Фаррухзада II. Посів трон 1282 року. Невдовзі переніс столицю до Гуштасфі. Згідно хроніці «Сафват ас-сафа» спочатку планував оженити доньку з Сефі ад-Дін Ардебілі, сином шейха Західіна, очільника суфійського ордена. Але зрештою побоювався впливу останнього, оскільки його прихильники з Ширвана стали залишати поля й господарства, ще більше послаблюючи фінансове становище ширваншаха.
1284 року за підозрою у змові за наказом ільхана Аргуна було страчено сина ширваншаха — Сіамерка. Можливо це сталося через прихильність до ільхана Текудера. 1288 році Ширван став місцем бойових дій між Золотою Ордою і ільханом. На вимогу нового ільхана Гайхату 1292 року впровадив паперові гроші «чао», що свідчило ще й про економічне панування монголів.
Помер ширваншах Ахсітан III 1294 року. Йому спадкував син Кейкабус.